# Ted Lewis (músico)
Ted Lewis fue un clarinetista, saxofonista, cantante y director de bandas de jazz norteamericano, nacido en Circleville (Ohio) el 6 de junio de 1892, y fallecido en Nueva York, el 25 de agosto de 1971.

## Historial
En 1910, forma su primera banda, con la que participa en giras de vodevil y presenta una comedia musical. El baterista Earl Fuller, en 1917, le confía la dirección musical de su grupo, con el que graba diversos discos, en competencia con la Original Dixieland Jazz Band. En escena, una vez formado su propio grupo (1919), aparece con disfraces relacionados con su afición al teatro. Los numerosos discos que graba para Columbia Records le dan una gran popularidad como banda para baile, participando en películas y realizando giras por Estados Unidos y Europa. Entre los músicos que tocan en su banda, están Muggsy Spanier, George Brunis, Jimmy Dorsey, Fats Waller, Jack Teagarden y muchos otros. La orquesta continuará grabando (ya para Decca), girando y actuando en radio y televisión, hasta bien entrados los años 1940.
El estilo de Lewis era claramente comercial, dirigido al baile, con influencias de la tradición judía, a veces burlesco, lírico y barroco. Sin embargo, tuvo influencia en músicos como Benny Goodman, además de ejercer de verdadera banda-escuela.